# Nógrád (pueblo)
Nógrád es un pueblo ubicado en el condado de Nógrád, Hungría.

## Superficie
Posee una superficie de 29,54 kilómetros cuadrados.

## Demografía
Hasta 2021 la población era de 1621 habitantes, con una densidad de población de 54,87 habitantes por kilómetro cuadrado.